# Municipio de Jefferson (condado de Cole)
El municipio de Jefferson (en inglés: Jefferson Township) es un municipio ubicado en el condado de Cole en el estado estadounidense de Misuri. En el año 2010 tenía una población de 54165 habitantes y una densidad poblacional de 266,22 personas por km².

## Geografía
El municipio de Jefferson se encuentra ubicado en las coordenadas 38°34′20″N 92°13′55″O / 38.57222, -92.23194. Según la Oficina del Censo de los Estados Unidos, el municipio tiene una superficie total de 203.46 km², de la cual 197.46 km² corresponden a tierra firme y (2.95%) 6 km² es agua.

## Demografía
Según el censo de 2010, había 54165 personas residiendo en el municipio de Jefferson. La densidad de población era de 266,22 hab./km². De los 54165 habitantes, el municipio de Jefferson estaba compuesto por el 81.9% blancos, el 12.55% eran afroamericanos, el 0.33% eran amerindios, el 1.67% eran asiáticos, el 0.07% eran isleños del Pacífico, el 1.17% eran de otras razas y el 2.31% pertenecían a dos o más razas. Del total de la población el 3.01% eran hispanos o latinos de cualquier raza.